# George Hurdalek
George Hurdalek (6 février 1908, Görlitz - 15 juin 1980, Munich) est un scénariste allemand. Il a écrit 41 scénarios de film entre 1934 et 1975.
Il est parfois crédité sous les noms Georg Hurdalek ou Georg Hurdaleck.

## Filmographie
- 1934 : Heinz im Mond (assistant réalisateur)
- 1934 : Der Herr Senator
- 1935 : Der Gefangene des Königs
- 1935 : Der mutige Seefahrer
- 1936 : L'Empereur de Californie (Der Kaiser von Kalifornien) (assistant réalisateur)
- 1937 : Das große Abenteuer
- 1938 : Fünf Millionen suchen einen Erben (de)
- 1938 : 13 Mann und eine Kanone
- 1938 : Frauen für Golden Hill
- 1940 : Golowin geht durch die Stadt (assistant réalisateur)
- 1940 : Der Feuerteufel (assistant réalisateur)
- 1941 : Fronttheater
- 1942 : Stimme des Herzens
- 1943 : Tonelli (assistant réalisateur)
- 1943 : Orientexpreß (acteur)
- 1948 : Die Zeit mit dir (réalisateur)
- 1952 : Der große Zapfenstreich (réalisateur)
- 1953 : Königliche Hoheit
- 1954 : Dein Mund verspricht mir Liebe
- 1954 : Mädchen mit Zukunft
- 1954 : Der letzte Sommer
- 1954 : Louis II de Bavière (Ludwig II. – Glanz und Elend eines Königs)
- 1955 : Le Général du Diable (Des Teufels General)
- 1955 : Mon premier amour (Der Letzte Mann)
- 1956 : Ohne Dich wird es Nacht
- 1956 : Die Trapp-Familie
- 1957 : Königin Luise de Wolfgang Liebeneiner
- 1957 : Franziska / Auf Wiedersehen, Franziska!
- 1957 : Immer, wenn der Tag beginnt
- 1958 : Der Schinderhannes
- 1958 : Der eiserne Gustav (réalisateur)
- 1959 : Des roses pour le procureur (Rosen für den Staatsanwalt)
- 1959 : SOS - Train d'atterrissage bloqué (Abschied von den Wolken)
- 1960 : Liebling der Götter
- 1960 : Eine Frau fürs ganze Leben (en)
- 1961 : Ville sans pitié (Stadt ohne Mitleid)
- 1961 : Das letzte Kapitel (de)
- 1961 : Unser Haus in Kamerun (de)
- 1963 : Meine Tochter und ich (de)
- 1963 : Das indische Tuch (Le Foulard indien)
- 1965 : Jerry Cotton G-man agent C.I.A. (Schüsse aus dem Geigenkasten)
- 1965 : Die fromme Helene
- 1966 : Un cercueil de diamants (Die Rechnung – eiskalt serviert)
- 1968 : Hafenkrankenhaus (série télévisée)
- 1968 : Alte Kameraden (téléfilm)
- 1969 : Heintje – einmal wird die Sonne wieder scheinen
- 1970 : Zwanzig Mädchen und die Pauker
- 1970 : Mein Vater, der Affe und ich
- 1971 : Piège pour un évadé (en) (Fluchtweg St. Pauli – Großalarm für die Davidswache)
- 1975 : Verbrechen nach Schulschluß

## Sources
- (de) Cet article est partiellement ou en totalité issu de l’article de Wikipédia en allemand intitulé « Georg Hurdalek » (voir la liste des auteurs).

- (en) Cet article est partiellement ou en totalité issu de l’article de Wikipédia en anglais intitulé « George Hurdalek » (voir la liste des auteurs).